# На крючке (фильм, 2008)
«На крючке» (в оригинале «Орлиный глаз», англ. Eagle Eye) — боевик с элементами кинофантастики режиссёра Ди-Джея Карузо. Премьера состоялась 26 сентября 2008 года (в России 2 октября 2008 года).

## Сюжет
Слоган: «Если вы хотите жить, то вы будете подчиняться» (англ. If you want to live you will obey).
Джерри Шоу (Шайа ЛаБаф) — студент и бездельник, который не знает, чем заняться в жизни. Вскоре он узнаёт о смерти своего брата-близнеца Итана, который служил в ВВС США и погиб во время очередного задания. После похорон брата Джерри обнаруживает на счету 751 тысячу долларов. Джерри вначале думает, что это какая-то ошибка, но вскоре понимает, что всё по-настоящему. Шоу начинает тратить деньги на всё подряд, не задумываясь о последствиях. 
Вернувшись домой он обнаруживает множество нелегального оружия, наркотиков и поддельных паспортов. У Шоу внезапно звонит мобильник, и женский голос (Джулианна Мур) говорит ему, что через 30 секунд к нему ворвутся агенты ФБР. Джерри медлит, и появившийся спецназ арестовывает его. Во время допроса Джерри пытается доказать свою невиновность, но его никто не слушает. В это время в Министерстве обороны пишут что Джерри Шоу разрешен телефонный звонок ему женский голос говорит "Ложиться на пол" и здание врезается автокран, надпись рядом говорит "Прыгай, Джерри Шоу!". Он прыгает.  После этого ему снова звонит мобильник, и женский голос приказывает выполнять её указания: Шоу должен стать членом группы террористов, планирующих серию убийств.
В то же время развивается история матери-одиночки Рэйчел (Мишель Монаган), которая воспитывает сына одна. Он учится на трубача и отпрашивается у матери поехать со своим учителем в Вашингтон, где он в составе оркестра сыграет перед сенаторами на конференции. После этого Рэйчел звонит неизвестный номер, и женский голос (который общался с Джерри) угрожает её сыну, если та не выполнит её приказания. Рэйчел должна стать сообщником банды террористов, в которой находится и Джерри. Так они встречаются и решают начать расследование. По их следам идут агенты ФБР.
Выясняется, что женский голос принадлежит компьютеру, который называется Ария - это искусственный интеллект, созданный ВВС США для анализа и помощи в расследовании. Агент Зоя Перес и ещё один человек узнают, что Итан был убит намеренно, так как он заблокировал Арию, чтобы она не смогла убить президента США, и весь план заключался в том, чтобы Джерри отключил защиту (так как Итан и Джерри являются братьями-близнецами и имеют похожие голоса). После отключения Рэйчел убегает, а Джерри арестовывают. На пути к участку Джерри объясняет, что Ария хочет убить президента США. План заключался в том, что один мальчик пронесёт бомбу в виде кристалла внутри инструмента, которым оказывается сын Рейчел. Когда концерт начнётся, детонатор сработает на ноте фа. Джерри вместе с Морганом спешат к месту, однако, появляется беспилотник и сбивает машину. Джерри садится в другую машину. Агент ФБР Морган (Билли Боб Торнтон) сбивает беспилотник ценой своей жизни. Джерри добирается до концерта и срывает его, стреляя в воздух. Агенты ФБР ранят его в плечо. В это время Агент Зоя Перес уничтожает и отключает Арию. 

## В ролях
| Актёр               | Роль                                 |
| ------------------- | ------------------------------------ |
| Шайа Лабаф          | Джерри Шоу / Итан Шоу                |
| Мишель Монаган      | Рейчел Холломен                      |
| Розарио Доусон      | агент ОСИ Зои Перес                  |
| Билли Боб Торнтон   | агент ФБР Томас Морган               |
| Итан Эмбри          | агент ФБР Тоби Гранд                 |
| Энтони Маки         | майор Уильям Боуман                  |
| Уильям Сэдлер       | Уильям Шоу                           |
| Майкл Чиклис        | Министр обороны США Джордж Каллистер |
| Линн Коэн           | миссис Виржбовски                    |
| Энтони Азизи        | Раним Халид                          |
| Билл Смитрович      | адмирал Томпсон                      |
| Ник Сирси           | Дэвид Джонсон                        |
| Эрик Кристиан Олсен | Крейг                                |
| Энвер Джокай        | дистанционный пилот                  |
| Роландо Молина      | агент TSA                            |
| Марк Сингер         | разработчик взрывчатых веществ       |
| Джулианна Мур       | Ария                                 |
| Мэдилин Свитен      | Бекки                                |

## История создания
Сценарист Дэн Макдермотт написал сценарий для фильма на основе первоначальной идеи Стивена Спилберга, которая была вдохновлена рассказом Айзека Азимова «Все грехи мира». Студия DreamWorks купила сценарий, создала проект и направила его Спилбергу. Но он начал заниматься фильмом «Индиана Джонс и Королевство хрустального черепа» и его заменил режиссёр Ди Джей Карузо. Тем не менее, Спилберг все равно стал исполнительным продюсером. В июне 2007 году актёр Шайа Лабаф, который принимал участие как в фильме Карузо («Паранойя»), так и в фильме Спилберга («Индиана Джонс и Королевство хрустального черепа»), заявил, что присоединяется к проекту.

## Съёмки
Съёмки начались 6 ноября 2007 года и были завершены в феврале 2008 года. Визуальные эффекты фильма были созданы Sony Pictures Imageworks.

## Сборы
Бюджет фильма составил $80 млн. В прокате с 26 сентября 2008 года по 8 января 2009-го, наибольшее число показов в 3614 кинотеатрах единовременно. За время проката собрал $178 066 569, из них $101 440 743 в США и $76 625 826 в других странах. В странах СНГ фильм показывался со 2 октября по 16 ноября 2008 года и собрал $4 558 428.